# Lepisiota layla
Lepisiota layla (лат.) — вид мелких муравьёв рода Lepisiota из подсемейства Формицины.

## Распространение
Азия: Индия.

## Описание
Длина рабочих особей около 3 мм. Окраска тела чёрная, блестящая. От близких видов отличается следующими признаками: тело обильно покрыто длинными прямостоячими белыми щетинками; проподеальные шипы хорошо развиты в виде двух широких тупых бугорков, зубцов или шипиков; вся задняя часть брюшка покрыта обильными светлыми щетинками; голова субквадратная. Усики состоят из 11 члеников; глаза хорошо развиты.

## Таксономия и этимология
Вид был впервые описан в 2021 году по типовым материалам из Индии. Видовой эпитет L. layla — это арабское существительное, означающее темная красота, в связи с блестящим черным цветом этого вида.